# Барковиці-Мокре
Барковиці-Мокре (пол. Barkowice Mokre) — село в Польщі, у гміні Сулеюв Пйотрковського повіту Лодзинського воєводства.
Населення — 134 особи (2011).
У 1975-1998 роках село належало до Пйотрковського воєводства.

## Демографія
Демографічна структура станом на 31 березня 2011 року:
|          | Загалом | Допрацездатний вік | Працездатний вік | Постпрацездатний вік |
| -------- | ------- | ------------------ | ---------------- | -------------------- |
| Чоловіки | 67      | 4                  | 53               | 10                   |
| Жінки    | 67      | 12                 | 30               | 25                   |
| Разом    | 134     | 16                 | 83               | 35                   |